# Dalida María Benfield
Dalida María Benfield née au Panama est une activiste féministe, une artiste utilisant les médias numériques, une chercheuse et essayiste panaméricaine[pas clair].

## Biographie
En 1989, Dalida María Benfield obtient un Master of Fine Arts de la School of the Art Institute of Chicago. En 2011, elle est titulaire d'un doctorat de l'Université de Californie à Berkeley en études ethniques avec une spécialisation en études de genre, de femmes et de sexualité. De 2011 à 2015, elle est chercheuse et professeure associée au Berkman Center for Internet and Society de l'Université Harvard. Elle est ensuite professeure en arts visuels au Vermont College of Fine Arts (en).
Dans ses pratiques artistiques et collectives, elle produit des vidéos, des installations, des archives, des livres d'artistes, des ateliers, des actions pédagogiques et communicatives, des plateformes en ligne et hors ligne pour l'art.
Ses recherches, à partir d'un point de vue féministe et décolonial, prenant en compte la sociologie des flux mondiaux d'information, aboutissent au concept d'esthétique médiatique décoloniale.
Ses travaux récents ont abordé le travail d'artistes individuels, tels que Michelle Dizon, Fabiano Kueva, Enrique Castro Ríos, Cao Fei, et de collectifs d'artistes, dont le Raqs Media Collective ; ainsi que les médias activistes pendant le mouvement international Occupy, la révolution égyptienne et les mouvements mondiaux pour l'environnement et les droits à l'eau.
Los archivos del cuerpo [body files] utilise une esthétique féministe et une poétique de réincarnation du savoir et de partage du savoir dans les ombres médiatisées des colonialismes.
En avril 2015, le projet collectif, Codex @ Codex exposé à Boston et Bogota conçu avec l'artiste Robert Ochshorn prend la forme d'une archive en accès libre, d'une installation, de vidéos, de photographies et de dessins, ainsi que d'une série de projections vidéo, d'ateliers et de publications imprimées.
De 2016 à 2019, elle participe au projet Museum of Random Memory, avec trente chercheurs et chercheuses, qui est centré sur la sur l'éthique de la datafication, la prise de décision automatisée sur l'identité, l'archivage numérique et la mémoire culturelle future.